# Papyrus 34
Papyrus 34 (nach Gregory-Aland mit Sigel {\displaystyle {\mathfrak {P}}}34 bezeichnet) ist eine frühe griechische Abschrift des Neuen Testaments. Dieses Papyrusmanuskript der Paulusbriefe enthält 1 Kor 16,4–7.10; 2 Kor 5,18–21; 10,13–14; 11,2.4.6–7. Mittels Paläographie wurde es auf das 7. Jahrhundert datiert.
Der griechische Text des Kodex repräsentiert den Alexandrinischen Texttyp. Kurt Aland ordnete ihn in Kategorie II ein.
Die Handschrift ist in der Österreichischen Nationalbibliothek unter der Signatur P. Vindob. G. 39784 in Wien aufbewahrt.